# NGC 694
NGC 694 (również PGC 6816 lub UGC 1310) – galaktyka spiralna (Sc? pec), znajdująca się w gwiazdozbiorze Barana. Odkrył ją Heinrich Louis d’Arrest 2 grudnia 1861 roku.
W galaktyce tej zaobserwowano supernową SN 2014bu.